# Selección de rugby de Ghana
El seleccionado de rugby de Ghana es el equipo representativo de la Ghana Rugby Football Union.

## Reseña
La selección ganesa únicamente ha competido en torneos africanos. Hizo su debut en el 2003 y hasta 2017 sólo había participado en la segunda división continental cuando disputó el Regional Challenge consiguiendo el primer puesto en el grupo. Al año siguiente hizo su debut en primera división y obtuvo el campeonato del tercer nivel en forma invicta.

## Palmarés
- Africa Cup Bronze Cup (1): 2018[5]

## Participación en copas
| - No ha clasificado - CAR Trophy 2003: 4º puesto - CAR Trophy 2004: 4º en grupo - CAR Trophy 2005: no participó - CAR Trophy 2006: 3º en grupo - CAR Trophy 2007: 3º en grupo - CAR Trophy 2010: 4º puesto - CAR Development Trophy 2008: 3º puesto - CAR Development Trophy 2009: 2º puesto | - Africa Cup 2 2011: 4º puesto - Africa Cup 2 2012: 2º puesto - Africa Cup 2 2013: 4º puesto - Africa Cup 2 2014: torneo de rugby 7 - Africa Cup 2 2015: 4º puesto - Africa Cup 2 2016: torneo de rugby 7 - RA Regional Challenge 2017: 1º puesto - Rugby Africa Bronze Cup 2018: Campeón invicto - West Africa Series 2019: 3º puesto (último) |